# Ptychadena newtoni
Ptychadena newtoni é uma espécie de anfíbio da família Ranidae.
É endémica de São Tomé e Príncipe.
Os seus habitats naturais são: pântanos, marismas de água doce, terras aráveis, plantações, jardins rurais, áreas urbanas, florestas secundárias altamente degradadas, lagoas, canais e valas.
Está ameaçada por perda de habitat.